# René Renno
René Renno (ur. 19 lutego 1979 w Berlinie) – niemiecki piłkarz występujący na pozycji bramkarza. Zawodnik Energie Cottbus, w którym gra od 2010 roku.

## Kariera
Renno urodził się w Berlinie i karierę rozpoczynał w tamtejszej Hercie. W 2000 roku został graczem Tennis Borussia Berlin. Po sezonie 2000/01 przeniósł się do SG Wattenscheid 09. Rozegrał tam 47 meczów. Po dwóch sezonach spędzonych w Bochum-Wattenscheid, został zawodnikiem Rot-Weiss Essen. W 2005 roku René Renno podpisał kontrakt z klubem Bundesligi, VfL Bochum. Przez 4 lata rozegrał tam raptem 19 spotkań (14 dla pierwszej drużyny).